# جانيت أمبونساه
جانيت أمبونساه (بالإنجليزية: Janet Amponsah) هي منافسة ألعاب القوى غانية، ولدت في 12 أبريل 1993 في كوماسي في غانا.

## وصلات خارجية
- جانيت أمبونساه على موقع الاتحاد الدولي لألعاب القوى (الإنجليزية)
- جانيت أمبونساه على موقع اللجنة الأولمبية الدولية (الإنجليزية)
- جانيت أمبونساه على موقع أوليمبيديا (الإنجليزية)
- جانيت أمبونساه على موقع اتحاد ألعاب الكومنولث (مؤرشف) (الإنجليزية)
- جانيت أمبونساه على موقع اتحاد ألعاب الكومنولث (مؤرشف) (الإنجليزية)